# Danmark - Dit og mit
Danmark - Dit og mit er en dokumentarfilm instrueret af Jørgen Vestergaard efter manuskript af Knud Bidstrup.

## Handling
Danmark har altid været under forvandling, men aldrig nogensinde er det gået så stærkt som i de sidste 25 år. Fremtidens historikere vil uden tvivl opregne denne epoke som en af de mest skelsættende i vores historie: Det gamle bondeland blev forvandlet til et industriland. Samtidig blev landbruget industrialiseret, og servicebefolkningen voksede fra en minoritet til den dominerende erhvervsgruppe. På 25 år blev der skabt dobbelt så meget ny by som i de foregående 1000 år. Bilen blev folkeeje med drastiske konsekvenser for omgivelserne. Den enkelte forandring er altid led i en kædereaktion, som medfører stadig nye forandringer. Geografi er noget, der sker. Og det er os selv, der får den til at ske.